# Gammarus lordeganensis
Gammarus lordeganensis is een vlokreeftensoort uit de familie van de Gammaridae. De wetenschappelijke naam van de soort is voor het eerst geldig gepubliceerd in 2004 door Khalayi-Pirbalanty & Sari.